# Ramales de la Victoria
Ramales de la Victoria is een gemeente in de Spaanse provincie Cantabrië in de regio Cantabrië met een oppervlakte van 33 km². Ramales de la Victoria telt 2.827 inwoners (1 januari 2016). Ten oosten van Ramales de La Victoria stroomt de Gándara in de Asón.

## Demografische ontwikkeling
Bron: INE; 1857-2011: volkstellingen

## Geboren
- Gonzalo Colsa (11 mei 1979), voetballer